# Красний Балтієць
Красний Балті́єць (рос. Красный Балтиец) — село у Можайському районі Московської області Російської Федерації

## Розташування
Село Красний балтієць входить до складу міського поселення Можайськ, воно розташовано на південь від Можайська. Найближчі населені пункти Велике Новосуріно, Ямська, Кукаріно, Количево. Найближча залізнична станція Можайськ.

## Населення
Станом на 2006 рік у селі проживало 928 осіб, а в 2010 — 981 особа.